# Nowy cmentarz żydowski w Sokołowie Małopolskim
Nowy cmentarz żydowski w Sokołowie Małopolskim – został założony w 1880 roku i znajduje się przy obecnej ul. Okulickiego. Do naszych czasów na powierzchni 0,5 ha zachowało się ponad dwieście macew z przełomu XIX i XX wieku.